# Grevillea florida
Grevillea florida là một loài thực vật có hoa trong họ Quắn hoa. Loài này được (McGill.) Makinson mô tả khoa học đầu tiên năm 2000.